# Cratere Lepida
Lepida è un cratere sulla superficie di 4 Vesta.